# قائمة قرارات مجلس الأمن التابع للأمم المتحدة
تصدر قرارات مجلس الأمن برقم متسلسل ويلحقه .بين قوس. ين القرارور القرار

## قائمة قرارات مجلس الأمن حسب السنوات
- قائمة قرارات مجلس الأمن التابع للأمم المتحدة لعام 1946
- قائمة قرارات مجلس الأمن التابع للأمم المتحدة لعام 1947
- قائمة قرارات مجلس الأمن التابع للأمم المتحدة لعام 1948
- قائمة قرارات مجلس الأمن التابع للأمم المتحدة لعام 1949
- قائمة قرارات مجلس الأمن التابع للأمم المتحدة لعام 1950
- قائمة قرارات مجلس الأمن التابع للأمم المتحدة لعام 1951
- قائمة قرارات مجلس الأمن التابع للأمم المتحدة لعام 1952
- قائمة قرارات مجلس الأمن التابع للأمم المتحدة لعام 1953
- قائمة قرارات مجلس الأمن التابع للأمم المتحدة لعام 1954
- قائمة قرارات مجلس الأمن التابع للأمم المتحدة لعام 1955
- قائمة قرارات مجلس الأمن التابع للأمم المتحدة لعام 1956
- قائمة قرارات مجلس الأمن التابع للأمم المتحدة لعام 1957
- قائمة قرارات مجلس الأمن التابع للأمم المتحدة لعام 1958
- قائمة قرارات مجلس الأمن التابع للأمم المتحدة لعام 1959
- قائمة قرارات مجلس الأمن التابع للأمم المتحدة لعام 1960
- قائمة قرارات مجلس الأمن التابع للأمم المتحدة لعام 1961
- قائمة قرارات مجلس الأمن التابع للأمم المتحدة لعام 1962
- قائمة قرارات مجلس الأمن التابع للأمم المتحدة لعام 1963
- قائمة قرارات مجلس الأمن التابع للأمم المتحدة لعام 1964
- قائمة قرارات مجلس الأمن التابع للأمم المتحدة لعام 1965
- قائمة قرارات مجلس الأمن التابع للأمم المتحدة لعام 1966
- قائمة قرارات مجلس الأمن التابع للأمم المتحدة لعام 1967
- قائمة قرارات مجلس الأمن التابع للأمم المتحدة لعام 1968
- قائمة قرارات مجلس الأمن التابع للأمم المتحدة لعام 1969
- قائمة قرارات مجلس الأمن التابع للأمم المتحدة لعام 1970
- قائمة قرارات مجلس الأمن التابع للأمم المتحدة لعام 1971
- قائمة قرارات مجلس الأمن التابع للأمم المتحدة لعام 1972
- قائمة قرارات مجلس الأمن التابع للأمم المتحدة لعام 1973
- قائمة قرارات مجلس الأمن التابع للأمم المتحدة لعام 1974
- قائمة قرارات مجلس الأمن التابع للأمم المتحدة لعام 1975
- قائمة قرارات مجلس الأمن التابع للأمم المتحدة لعام 1976
- قائمة قرارات مجلس الأمن التابع للأمم المتحدة لعام 1977
- قائمة قرارات مجلس الأمن التابع للأمم المتحدة لعام 1978
- قائمة قرارات مجلس الأمن التابع للأمم المتحدة لعام 1979
- قائمة قرارات مجلس الأمن التابع للأمم المتحدة لعام 1980
- قائمة قرارات مجلس الأمن التابع للأمم المتحدة لعام 1981
- قائمة قرارات مجلس الأمن التابع للأمم المتحدة لعام 1982
- قائمة قرارات مجلس الأمن التابع للأمم المتحدة لعام 1983
- قائمة قرارات مجلس الأمن التابع للأمم المتحدة لعام 1984
- قائمة قرارات مجلس الأمن التابع للأمم المتحدة لعام 1985
- قائمة قرارات مجلس الأمن التابع للأمم المتحدة لعام 1986
- قائمة قرارات مجلس الأمن التابع للأمم المتحدة لعام 1987
- قائمة قرارات مجلس الأمن التابع للأمم المتحدة لعام 1988
- قائمة قرارات مجلس الأمن التابع للأمم المتحدة لعام 1989
- قائمة قرارات مجلس الأمن التابع للأمم المتحدة لعام 1990
- قائمة قرارات مجلس الأمن التابع للأمم المتحدة لعام 1991
- قائمة قرارات مجلس الأمن التابع للأمم المتحدة لعام 1992
- قائمة قرارات مجلس الأمن التابع للأمم المتحدة لعام 1993
- قائمة قرارات مجلس الأمن التابع للأمم المتحدة لعام 1994
- قائمة قرارات مجلس الأمن التابع للأمم المتحدة لعام 1995
- قائمة قرارات مجلس الأمن التابع للأمم المتحدة لعام 1996
- قائمة قرارات مجلس الأمن التابع للأمم المتحدة لعام 1997
- قائمة قرارات مجلس الأمن التابع للأمم المتحدة لعام 1998
- قائمة قرارات مجلس الأمن التابع للأمم المتحدة لعام 1999
- قائمة قرارات مجلس الأمن التابع للأمم المتحدة لعام 2000
- قائمة قرارات مجلس الأمن التابع للأمم المتحدة لعام 2001
- قائمة قرارات مجلس الأمن التابع للأمم المتحدة لعام 2002
- قائمة قرارات مجلس الأمن التابع للأمم المتحدة لعام 2003
- قائمة قرارات مجلس الأمن التابع للأمم المتحدة لعام 2004
- قائمة قرارات مجلس الأمن التابع للأمم المتحدة لعام 2005
- قائمة قرارات مجلس الأمن التابع للأمم المتحدة لعام 2006
- قائمة قرارات مجلس الأمن التابع للأمم المتحدة لعام 2007
- قائمة قرارات مجلس الأمن التابع للأمم المتحدة لعام 2008
- قائمة قرارات مجلس الأمن التابع للأمم المتحدة لعام 2009
- قائمة قرارات مجلس الأمن التابع للأمم المتحدة لعام 2010
- قائمة قرارات مجلس الأمن التابع للأمم المتحدة لعام 2011
- قائمة قرارات مجلس الأمن التابع للأمم المتحدة لعام 2012
- قائمة قرارات مجلس الأمن التابع للأمم المتحدة لعام 2013
- قائمة قرارات مجلس الأمن التابع للأمم المتحدة لعام 2014
- قائمة قرارات مجلس الأمن التابع للأمم المتحدة لعام 2015
- قائمة قرارات مجلس الأمن التابع للأمم المتحدة لعام 2016
- قائمة قرارات مجلس الأمن التابع للأمم المتحدة لعام 2017
- قائمة قرارات مجلس الأمن التابع للأمم المتحدة لعام 2018
- قائمة قرارات مجلس الأمن التابع للأمم المتحدة لعام 2019
- قائمة قرارات مجلس الأمن التابع للأمم المتحدة لعام 2020
- قائمة قرارات مجلس الأمن التابع للأمم المتحدة لعام 2021

## قائمة قرارات مجلس الأمن حسب التسلسل

### الـ 500 قرار الأولى
- قرارات مجلس الأمن من رقم 001 إلى 099
- قرارات مجلس الأمن من رقم 101 إلى 200
- قرارات مجلس الأمن من رقم 201 إلى 300
- قرارات مجلس الأمن من رقم 300 إلى 399
- قرارات مجلس الأمن من رقم 400 إلى 499

### الـ 500 قرار الثانية
- قرارات مجلس الأمن من رقم 501 إلى 600
- قرارات مجلس الأمن من رقم 601 إلى 700
- قرارات مجلس الأمن من رقم 701 إلى 800
- قرارات مجلس الأمن من رقم 801 إلى 900
- قرارات مجلس الأمن من رقم 901 إلى 1000

### الـ 500 قرار الثالثة
- قرارات مجلس الأمن من رقم 1001 إلى 1100
- قرارات مجلس الأمن من رقم 1101 إلى 1200
- قرارات مجلس الأمن من رقم 1201 إلى 1300
- قرارات مجلس الأمن من رقم 1301 إلى 1400
- قرارات مجلس الأمن من رقم 1400 إلى 1499

### الـ 500 قرار الرابعة
- قرارات مجلس الأمن من رقم 1500 إلى 1599
- قرارات مجلس الأمن من رقم 1600 إلى 1699
- قرارات مجلس الأمن من رقم 1700 إلى 1799
- قرارات مجلس الأمن من رقم 1800 إلى 1899
- قرارات مجلس الأمن من رقم 1900 إلى 1999

### الـ 500 قرار الخامسة
- قرارات مجلس الأمن من رقم 2000 إلى 2099
- قرارات مجلس الأمن من رقم 2100 إلى 2199
- قرارات مجلس الأمن من رقم 2200 إلى 2299
- قرارات مجلس الأمن من رقم 2300 إلى 2399
- قرارات مجلس الأمن من رقم 2400 إلى 2499

## وصلات خارجية
- الصفحة الرئيسة لموقع الامم المتحدة
- موقع الامم المتحدة باللغة العرية
- موقع الامم المتحدة باللغة الإنجليزية
- صفحة مجلس الامن باللغة العربية
- صفحة مجلس الامن باللغة الانجبيزية
- قرارا مجلس الامن باللغة العربية منذ عام 1983
- قرارا مجلس الامن باللغة الإنجليزية منذ عام 1946